# Ништа Юрій Михайлович
Юрій Михайлович Ништа (нар. 16 лютого 1972, смт Залізці, Україна) — український громадсько-політичний діяч, підприємець. Голова Теребовлянської РДА (з 21 травня 2015 до 9 липня 2019 року). Депутат Тернопільської обласної ради (2020). Член партії «Європейська Солідарність».

## Життєпис
Юрій Ништа народився 16 лютого 1972 року у смт Залізцях, нині Залозецької громади Тернопільського району Тернопільської области України.
Закінчив Тернопільський інститут народного господарства (1993). Працює приватним підприємцем.